# مانتی (یوتا)
مانتی (به انگلیسی: Manti) شهری در ایالت یوتا کشور ایالات متحده آمریکا است که جمعیت آن در سرشماری سال ۲۰۱۰ میلادی، ۳٬۲۷۶ نفر بوده‌است.